# Jogos do Sudeste Asiático de 2021
Os Jogos do Sudeste Asiático de 2021, comumente conhecidos como 31º Jogos do Sudeste Asiático ou 31º Jogos do SEA, são um evento multiesportivo regional bienal que acontece de 12 a 23 de maio de 2022 em Hanói, Vietnã. Originalmente programado para ocorrer de 21 de novembro a 2 de dezembro de 2021, foi remarcado como resultado da pandemia de COVID-19 no Vietnã. A competição apresenta 40 esportes, principalmente aqueles disputados nos Jogos Olímpicos. Esta é a segunda vez que o Vietnã sedia os Jogos do Sudeste Asiático, já tendo sediado a edição de 2003.

## Os Jogos

### Regulamentos da COVID-19
Devido à pandemia de COVID-19 em andamento, todos os atletas e oficiais que entrarem no Vietnã devem ter um teste COVID-19 baseado em PCR negativo dentro de 72 horas após a partida. Dentro de 24 horas da entrada e de seu respectivo evento, os participantes serão testados novamente usando testes rápidos.
Se um atleta testar positivo para COVID-19, ele será colocado em quarentena nas instalações designadas ou transportado para um hospital em casos graves. Para um caso positivo testado antes de seu respectivo evento, o CON poderia substituir o atleta por outro. No entanto, se surgir um caso positivo enquanto o evento ainda estiver em andamento, o atleta não poderá mais participar e seus resultados serão invalidados.
Os espectadores em qualquer evento não terão que mostrar nenhum teste negativo para entrar. No entanto, a quantidade de espectadores permitida em um local depende dos regulamentos locais de COVID-19 no momento da competição.

### Cerimônia de abertura
A cerimônia de abertura dos Jogos foi realizada em 12 de maio de 2022 - 20:00 (hora local) no Estádio Nacional Mỹ Đình. O artista de mérito, coreógrafo vietnamita e chefe do Departamento Vietnamita de Artes Cênicas, Trần Ly Ly, foi o diretor-chefe da cerimônia. Apenas 31 atletas de cada país participaram do desfile das nações, como medida preventiva contra a COVID-19. Mapeamento 3D, Realidade Virtual (VR), Realidade Aumentada (AR), Realidade Estendida (ER) e Realidade Mista (MR) estavam entre as tecnologias usadas durante a cerimônia. Mais de 1.000 atores foram mobilizados para a performance, com cada performance menor apresentando mais de 200 atores e atrizes. O palco foi projetado com 44 projetores para demonstrar a tecnologia de mapeamento de projeção e o gramado do estádio foi transformado em uma superfície de exibição. Além disso, todo o estande B do estádio foi usado como palco principal. A cerimônia, intitulada Welcoming Southeast Asia, contou com três apresentações principais que incluíam: Friendly Vietnam, Strong Southeast Asia e Shining Southeast Asia. As histórias da cultura do bambu e do arroz molhado, que representam a flexibilidade e resistência do povo vietnamita, e também o lótus como flor nacional estiveram entre os elementos apresentados na cerimônia.
A primeira apresentação "Friendly Vietnam" mostra a mensagem de que o Vietnã é um país com uma cultura com identidade própria e amigável com pessoas de todos os países do mundo. A segunda apresentação "Strong Southeast Asia" demonstra a força da comunidade da ASEAN quando a ligação criará uma posição no mapa mundial. A terceira apresentação "Shining Southeast Asia" mostra a força da solidariedade e amizade entre o Vietnã e os países da ASEAN que trabalham juntos para unir, construir uma comunidade ASEAN forte e promover o papel da ASEAN na arena internacional.

### Nações participantes
Todos os 11 membros da Federação dos Jogos do Sudeste Asiático devem participar dos Jogos do SEA de 2021. Abaixo está uma lista de todos os CONs participantes.
Embora a Tailândia e a Indonésia tenham sido inicialmente impedidas de usar suas bandeiras nacionais devido a sanções da Agência Mundial Antidoping, a sanção foi suspensa em 3 de fevereiro de 2022.
- BRU Brunei (24)
- CAM Camboja (560)
- INA Indonésia (499)
- LAO Laos (363)
- MAS Malásia (612)
- MYA Mianmar (352)
- PHI Filipinas (656)
- SGP Singapura (476)
- THA Tailândia (888)
- TLS Timor-Leste (69)
- VIE Vietnã (965) (Anfitrião)

### Modalidades
Os 31º Jogos do SEA contarão com 40 esportes em 523 eventos, principalmente os disputados nos Jogos Asiáticos e Jogos Olímpicos.
| \| - Aquáticos - Saltos ornamentais (8) - Natação com nadadeiras (13) - Natação (40) - Tiro com arco (10) - Atletismo (45) - Badminton (7) - Basquetebol - Basquetebol 3x3 (2) - Basquetebol 5x5 (2) - Bilhar (10) - Fisiculturismo (10) - Boliche (6) - Boxe (13) \| - Canoagem (11) - Xadrez (10) - Ciclismo - Ciclismo de montanha (4) - Ciclismo de estrada (8) - Dança esportiva (12) - Esportes eletrônicos (10) - Esgrima (12) - Futebol - Futebol (2) - Futsal (2) - Golfe (4) \| - Ginástica - Aeróbica (5) - Artística (14) - Rítmica (2) - Handebol - Handebol de areia (1) - Handebol em quadra (2) - Judô (13) - Jujitsu (6) - Caratê (15) - Kickboxing (12) - Kurash (10) - Muaythai (11) - Pencak silat (16) - Petanca (8) \| - Remo (16) - Sepak takraw (8) - Tiro (22) - Tênis de mesa (7) - Taekwondo (19) - Tênis (7) - Triatlo (4) - Voleibol - Voleibol de praia (2) - Voleibol em quadra (2) - Vovinam (15) - Levantamento de peso (14) - Lutas (18) - Wushu (21) - Xiangqi (4) \| | | | |
| - Aquáticos - Saltos ornamentais (8) - Natação com nadadeiras (13) - Natação (40) - Tiro com arco (10) - Atletismo (45) - Badminton (7) - Basquetebol - Basquetebol 3x3 (2) - Basquetebol 5x5 (2) - Bilhar (10) - Fisiculturismo (10) - Boliche (6) - Boxe (13) | - Canoagem (11) - Xadrez (10) - Ciclismo - Ciclismo de montanha (4) - Ciclismo de estrada (8) - Dança esportiva (12) - Esportes eletrônicos (10) - Esgrima (12) - Futebol - Futebol (2) - Futsal (2) - Golfe (4) | - Ginástica - Aeróbica (5) - Artística (14) - Rítmica (2) - Handebol - Handebol de areia (1) - Handebol em quadra (2) - Judô (13) - Jujitsu (6) - Caratê (15) - Kickboxing (12) - Kurash (10) - Muaythai (11) - Pencak silat (16) - Petanca (8) | - Remo (16) - Sepak takraw (8) - Tiro (22) - Tênis de mesa (7) - Taekwondo (19) - Tênis (7) - Triatlo (4) - Voleibol - Voleibol de praia (2) - Voleibol em quadra (2) - Vovinam (15) - Levantamento de peso (14) - Lutas (18) - Wushu (21) - Xiangqi (4) |

### Calendário
| OC | Cerimônia de abertura | ● | Competições de eventos | 1 | Eventos de medalha de ouro | CC | Cerimônia de encerramento |

|                             |                             | Maio  | Maio  | Maio   | Maio   | Maio   | Maio   | Maio   | Maio   | Maio   | Maio   | Maio   | Maio   | Maio   | Maio   | Maio   | Maio   | Maio   | Maio   | Eventos        |
| 6 Sex                       | 7 Sáb                       | 8 Dom | 9 Seg | 10 Ter | 11 Qua | 12 Qui | 13 Sex | 14 Sáb | 15 Dom | 16 Seg | 17 Ter | 18 Qua | 19 Qui | 20 Sex | 21 Sáb | 22 Dom | 23 Seg |        |        | Eventos        |
| --------------------------- | --------------------------- | ----- | ----- | ------ | ------ | ------ | ------ | ------ | ------ | ------ | ------ | ------ | ------ | ------ | ------ | ------ | ------ | ------ | ------ | -------------- |
| Cerimônias                  | Cerimônias                  |       |       |        |        |        |        | OC     |        |        |        |        |        |        |        |        |        |        | CC     | —              |
| Aquáticos                   |                             |       |       |        |        |        |        |        |        |        |        |        |        |        |        |        |        |        |        |                |
| Saltos ornamentais          |                             |       | 2     | 2      | 2      | 2      |        |        |        |        |        |        |        |        |        |        |        |        | 61     |                |
| Natação com nadadeiras      |                             |       |       |        |        |        |        |        |        |        |        |        |        |        |        | 7      | 6      |        | 61     |                |
| Natação                     |                             |       |       |        |        |        |        |        | 7      | 7      | 6      | 7      | 6      | 7      |        |        |        |        | 61     |                |
| Tiro com arco               | Tiro com arco               |       |       |        |        |        |        |        |        |        | ●      | ●      | ●      | 5      | 5      |        |        |        |        | 10             |
| Atletismo                   | Atletismo                   |       |       |        |        |        |        |        |        | 10     | 9      | 10     | 7      | 7      | 4      |        |        |        |        | 47             |
| Badminton                   | Badminton                   |       |       |        |        |        |        |        |        |        |        | ●      | ●      | 2      | ●      | ●      | ●      | 5      |        | 7              |
| Basquetebol                 | Basquetebol 5x5             |       |       |        |        |        |        |        |        |        |        | ●      | ●      | ●      | ●      | ●      | ●      | 2      |        | 4              |
| Basquetebol                 | Basquetebol 3x3             |       |       |        |        |        |        |        | ●      | 2      |        |        |        |        |        |        |        |        |        | 4              |
| Bilhar e sinuca             | Bilhar e sinuca             |       |       |        |        |        |        |        |        | ●      | 2      | ●      | 3      | ●      | 2      | ●      | ●      | 3      |        | 10             |
| Fisiculturismo              | Fisiculturismo              |       |       |        |        |        |        |        | 3      | 4      | 3      |        |        |        |        |        |        |        |        | 10             |
| Boliche                     | Boliche                     |       |       |        |        |        |        |        |        |        |        | 2      | 2      | ●      | 2      |        |        |        |        | 6              |
| Boxe                        | Boxe                        |       |       |        |        |        |        |        |        |        | ●      | ●      | ●      | ●      | ●      | ●      | ●      | 13     |        | 13             |
| Canoa/Caiaque               | Canoa/Caiaque               |       |       |        |        |        |        |        |        |        |        |        | N/A    | N/A    | ●      | N/A    | N/A    |        |        | 19             |
| Jogos de xadrez             | Xadrez                      |       |       |        |        | ●      | ●      |        | ●      | ●      | 2      | ●      | 2      | ●      | 2      | 2      | 2      |        |        | 10             |
| Jogos de xadrez             | Xiangqi                     |       |       |        |        |        |        |        |        | 1      | 1      | ●      | ●      | ●      | ●      | 2      |        |        |        | 4              |
| Ciclismo                    | Ciclismo de montanha        |       |       |        |        |        |        |        |        | ●      | 2      | 2      | 1      |        |        |        |        |        |        | 5              |
| Ciclismo                    | Ciclismo de estrada         |       |       |        |        |        |        |        |        |        |        |        |        |        | 2      | 2      | 1      | 2      |        | 7              |
| Dancesport                  | Dancesport                  |       |       |        |        |        |        |        |        |        | 6      | 6      |        |        |        |        |        |        |        | 12             |
| Esportes eletrônicos        | Esportes eletrônicos        |       |       |        |        |        |        |        | ●      | 2      | ●      | 2      |        | ●      | ●      | 4      | ●      | 2      |        | 10             |
| Esgrima                     | Esgrima                     |       |       |        |        |        |        |        | 2      | 2      | 2      | 2      | 2      | 2      |        |        |        |        |        | 12             |
| Futebol                     | Futebol                     | ●     | ●     | ●      | ●      | ●      | ●      |        | ●      | ●      | ●      | ●      | ●      | ●      | ●      | ●      | 1      | 1      |        | 4              |
| Futebol                     | Futsal                      |       |       |        |        |        | ●      |        | ●      | ●      | ●      | ●      | ●      | ●      | ●      | 2      |        |        |        | 4              |
| Golfe                       | Golfe                       |       |       |        |        |        |        |        | ●      | ●      | 2      | ●      | ●      | 2      |        |        |        |        |        | 4              |
| Ginástica                   | Ginástica                   |       |       |        |        |        |        |        | 2      | 2      | 5      | 5      |        | ●      | 2      |        | 2      | 3      |        | 21             |
| Handebol                    | Quadra                      |       |       |        |        |        |        |        |        |        | ●      | ●      | ●      | ●      | ●      | ●      | 2      |        |        | 3              |
| Handebol                    | Areia                       | ●     | ●     | ●      | ●      | ●      | 1      |        |        |        |        |        |        |        |        |        |        |        |        | 3              |
| Judo                        | Judo                        |       |       |        |        |        |        |        |        |        |        |        |        | 2      | N/A    | N/A    | N/A    | 1      |        | 13             |
| Jiu-jitsu                   | Jiu-jitsu                   |       |       |        |        |        |        |        |        | 3      | 3      |        |        |        |        |        |        |        |        | 6              |
| Caratê                      | Caratê                      |       |       |        |        |        |        |        |        |        |        |        |        | 4      | 5      | 3      |        |        |        | 15             |
| Kickboxing                  | Kickboxing                  |       |       | ●      | ●      | ●      | ●      |        | 12     |        |        |        |        |        |        |        |        |        |        | 12             |
| Kurash                      | Kurash                      |       |       |        |        | 4      | 3      |        | 3      |        |        |        |        |        |        |        |        |        |        | 10             |
| Muay thai                   | Muay thai                   |       |       |        |        |        |        |        |        |        |        |        | 1      | ●      | ●      | ●      | ●      | 10     |        | 11             |
| Pencak silat                | Pencak silat                |       |       |        |        | ●      | 6      |        | ●      | ●      | ●      | 10     |        |        |        |        |        |        |        | 16             |
| Petanca                     | Petanca                     |       |       |        |        |        |        |        | 2      | ●      | 2      | ●      | 2      | ●      | 2      |        |        |        |        | 8              |
| Remo                        | Remo                        |       |       |        | ●      | ●      | 4      |        | 4      | 8      |        |        |        |        |        |        |        |        |        | 16             |
| Sepak takraw                | Sepak takraw                |       |       |        |        |        |        |        | ●      | ●      | {2     | ●      | 2      | ●      | 2      | ●      | 2      |        |        | 8              |
| Tiro                        | Tiro                        |       |       |        |        |        |        |        |        |        |        | N/A    | N/A    | N/A    | N/A    | N/A    | N/A    | N/A    |        | 22             |
| Tênis de mesa               | Tênis de mesa               |       |       |        |        |        |        |        | ●      | ●      | 2      |        | ●      | 3      | ●      | 2      |        |        |        | 7              |
| Taekwondo                   | Taekwondo                   |       |       |        |        |        |        |        |        |        |        | N/A    | N/A    | N/A    | N/A    |        |        |        |        | 19             |
| Tênis                       | Tênis                       |       |       |        |        |        |        |        | ●      | ●      | ●      | 2      | ●      | ●      | ●      | ●      | 2      | 3      |        | 7              |
| Duatlo / Triatlo            | Duatlo / Triatlo            |       |       |        |        |        |        |        |        | 2      | 2      |        |        |        |        |        |        |        |        | 4              |
| Voleibol                    | Quadra                      |       |       |        |        |        |        |        | ●      | ●      | ●      | ●      | ●      | ●      | ●      | ●      | ●      | 2}     |        | 4              |
| Voleibol                    | Praia                       |       |       |        |        |        |        |        |        |        | ●      | ●      | ●      | ●      | ●      | 2      |        |        |        | 4              |
| Vovinam                     | Vovinam                     |       |       |        |        |        |        |        |        |        |        |        |        | 3      | 3      | 3      | 3      | 3      |        | 15             |
| Levantamento de peso        | Levantamento de peso        |       |       |        |        |        |        |        |        |        |        |        |        |        | 3      | 4      | 4      | 3      |        | 14             |
| Lutas                       | Lutas                       |       |       |        |        |        |        |        |        |        |        |        | 6      | 6      | 6      |        |        |        |        | 18             |
| Wushu                       | Wushu                       |       |       |        |        |        |        |        | 4      | 5      | 12     |        |        |        |        |        |        |        |        | 21             |
| Eventos diários de medalhas | Eventos diários de medalhas | 0     | 0     | 2      | 2      | 6      | 16     |        | 32     | 48     |        |        |        |        |        |        |        |        | —      | 523            |
| Total cumulativo            | Total cumulativo            | 0     | 0     | 2      | 4      | 10     | 26     |        | 58     | 106    |        |        |        |        |        |        |        |        | —      | 523            |
|                             |                             | 6 Sex | 7 Sáb | 8 Dom  | 9 Seg  | 10 Ter | 11 Qua | 12 Qui | 13 Sex | 14 Sáb | 15 Dom | 16 Seg | 17 Ter | 18 Qua | 19 Qui | 20 Sex | 21 Sáb | 22 Dom | 23 Seg | Eventos totais |
| Maio                        |                             |       |       |        |        |        |        |        |        |        |        |        |        |        |        |        |        |        |        | Eventos totais |

Fonte:

## Quadro de medalhas
*   país anfitrião (VIE Vietnã)
| Pos.                | País                | Ouro | Prata | Bronze | Total |
| ------------------- | ------------------- | ---- | ----- | ------ | ----- |
| 1                   | VIE Vietnã          | 65   | 46    | 41     | 152   |
| 2                   | THA Tailândia       | 24   | 23    | 41     | 88    |
| 3                   | PHI Filipinas       | 20   | 27    | 37     | 84    |
| 4                   | INA Indonésia       | 19   | 27    | 20     | 66    |
| 5                   | MAS Malásia         | 16   | 12    | 30     | 58    |
| 6                   | SGP Singapura       | 15   | 19    | 17     | 51    |
| 7                   | MYA Mianmar         | 4    | 5     | 9      | 18    |
| 8                   | CAM Camboja         | 1    | 4     | 10     | 15    |
| 9                   | BRU Brunei          | 1    | 1     | 1      | 3     |
| 10                  | LAO Laos            | 0    | 1     | 11     | 12    |
| 11                  | TLS Timor-Leste     | 0    | 1     | 0      | 1     |
| Total (11 entradas) | Total (11 entradas) | 165  | 166   | 217    | 548   |

Fonte: